# RS-34 (Redstone)
RS-NT
RS-34 (RS-NT en codé, RS signifiant qu'il a été construit par l'Arsenal de Redstone) est le nom de code d'une fusée de la famille Redstone. C'est un Jupiter-C, lancé le 15 mai 1957 à 2 h 55 EST, sur le pas de tir LC-6 de Cap Canaveral. Le vol est un échec, à la suite de la perte de pression du compartiment instruments à 134 secondes provoquant la défaillance du gyroscope avant coupure. Le missile atteint son apogée à 655 kilomètres,.

## Numéro de série chiffré
Chaque fusée Redstone possédait son numéro dé série. La désignation peinte sur la façade des fusées n'était pas un numéro de série, mais employait un simple chiffrement de transformation que le personnel serait sûr de ne pas oublier. La clé a été tirée du nom de la base de conception et de test: Huntsville, Alabama, donnant HUNTSVILE, avec la lettre double L supprimée, :
```
H → 1 / U → 2 / N → 3 / T → 4 / S → 5 / V → 6 / I → 7 / L → 8 / E → 9 / X → O

```

La lettre X est rajouté au codage, représentant le 0.
RS et CC peut être aussi figuré sur le nom de la fusée : RS signifie que la fusée est de construction de l’Arsenal De Redstone, CC signifie de construction de Chrysler Corporation.